# 口裂け女 in L.A.
『口裂け女 in L.A.』（くちさけおんないんえるえー）は、2016年1月16日に公開されたホラー映画。
2007年に公開された口裂け女との関連性はないものとなっている。4人の日本人監督がメガホンをとり、キャストには現地の俳優を起用。シンガーソングライターとしても活躍する女優ローレン・テイラーが主演を務めた。ホラー映画ではあるがコメディ要素が強調された内容となっている。

## ストーリー
口裂け女の噂がささやかれるロサンゼルス。友人モニカを口裂け女に殺された女性クレアは、繰り返し見る口裂け女の悪夢に悩まされていた。やがて彼女は、都市伝説を研究している姉サラが口裂け女なのではと疑いはじめる。一方、サラはクレアこそが口裂け女だと考えるように。調査を進めるうち、ロサンゼルスではこっくりさんや幽霊など、様々な日本の都市伝説による事件が起きていることが判明する。

## キャスト
- クレア（ローレン・テイラー）
- ジャック（ジョン・クロッピン）
- 陰陽師 風蓮（エイジ・イノウエ）
- アンジー（ステファニー・エスティス）
- サラ (メンネル・アル＝カワジャ)
- ウメコ (エリッサ・ロウ)

## スタッフ
- 監督：比呂啓、廣瀬陽、小川和也、曽根剛
- 脚本：比呂啓、廣瀬陽、小川和也、曽根剛
- 製作：田島剛、川内広喜、廣瀬陽、李璃香羅
- プロデューサー：曽根剛
- 撮影：曽根剛
- 主題歌：ローレン・テイラー「Carousel」
- 特殊メイク：カズユキ・オカダ
- 録音：牙邪丸、小川和也
- 助監督：中村暢彦
- 制作：中村暢彦
- 製作：口裂け女 in L.A.製作委員会
- 製作プロダクション：リリーフィルム＆Barron Group, LLC
- 配給：キャンター、リリーフィルム

## キャッチコピー
- 日本の都市伝説がロサンゼルスを襲撃！